# The Mark of the Maker
The Mark of the Maker ist ein amerikanischer Dokumentarfilm aus dem Jahr 1991. Im Fokus des Films steht die Geschichte und der Alltag der Twinrocker Handmade Paper, einer kleinen Papiermühle in Brookston, Indiana. The Mark of the Maker wurde für den Oscar in der Kategorie Bester Dokumentarfilm (Kurzfilm) nominiert, gewann jedoch nicht.

## Inhalt
Das Ehepaar Clark erzählt von seiner Idee, in den USA das Handwerk des Papierschöpfens wiederzubeleben. Hierzu gründeten Kathryn, eine Künstlerin, und Howard, ein Ingenieur, 1971 in San Francisco ihre eigene Papiermühle. Später zogen sie nach Brookston, Indiana, da die Bedingungen auf dem väterlichen Bauernhof zur Realisierung ihrer Pläne besser schienen. Hier etablierten sie ihrer Aussage nach die erste  Papiermühle für handgeschöpftes Papier in den USA seit 1929. Die zur Papierherstellung benötigten Maschinen wurden von Howard gebaut. Die Clarks sind nun dabei, aus Platzgründen ihre Mühle in die Innenstadt von Brookston zu verlegen.
Des Weiteren wird gezeigt, welche Materialien gebraucht werden und wie der Prozess des Schöpfens vonstattengeht. Die notwendigen Erklärungen kommen vom Ehepaar Clark und einem seiner lokalen Mitarbeiter, Chris Gipson.
Auch Kunden der Clarks kommen zu Wort und erläutern die Vorzüge des handgeschöpften Papiers. Es handelt sich dabei um die Kalligraphin Janet Lorence, den Maler Jim Cantrell und den Buchdrucker Michael Gullick.
Der Filmtitel spielt auf das Wort Wasserzeichen (watermark) und den Einfluss des Papiermachers auf jedes Blatt Papier an.